# Mistrzostwa Polski w Boksie 1952
23. Mistrzostwa Polski w boksie mężczyzn odbyły się od 23 do 25 maja 1952 roku w Warszawie.
Zawody rozegrano w dwóch etapach: w dniach 8-10 maja przeprowadzono eliminacje strefowe w Grudziądzu, Lublinie, Opolu i Szczecinie, a ich zwycięzcy walczyli w turnieju finałowym w Warszawie systemem „każdy z każdym”. Startowało ogółem 193 zawodników.

## Medaliści
| Kategoria:                        | Złoto:                                 | Srebro:                              | Brąz:                               |
| waga musza (do 51 kg)             | Roman Murawski (Gwardia Lublin)        | Henryk Kukier (CWKS Warszawa)        | Tadeusz Łakomy (Gwardia Wrocław)    |
| waga kogucia (do 54 kg)           | Zenon Stefaniuk (Gwardia Gdańsk)       | Stanisław Woźniak (CWKS Warszawa)    | Janusz Kasperczak (Gwardia Wrocław) |
| waga piórkowa (do 57 kg)          | Józef Kruża (CWKS Warszawa)            | Zdzisław Soczewiński (CWKS Warszawa) | Wawrzyniec Bazarnik (Stal Chorzów)  |
| waga lekka (do 60 kg)             | Mieczysław Kaflowski (Gwardia Wrocław) | Wiktor Nowak (Kolejarz Warszawa)     | Zbigniew Nowak (Kolejarz Bydgoszcz) |
| waga lekkopółśrednia (do 63,5 kg) | Leszek Kudłacik (Kolejarz Gdańsk)      | Leszek Sadowski (Kolejarz Szczecin)  | Leszek Błach (Spójnia Warszawa)     |
| waga półśrednia (do 67 kg)        | Zygmunt Chychła (Kolejarz Gdańsk)      | Jerzy Debisz (CWKS Warszawa)         | Tadeusz Nowakowski (Stal Mielec)    |
| waga lekkośrednia (do 71 kg)      | Jerzy Krawczyk (Gwardia Gdańsk)        | Gerard Musiał (CWKS Warszawa)        | Edward Derkowski (Gwardia Toruń)    |
| waga średnia (do 75 kg)           | Henryk Nowara (Stal Chorzów)           | Zbigniew Piórkowski (OWKS Kraków)    | Zdzisław Czapliński (CWKS Warszawa) |
| waga półciężka (do 81 kg)         | Tadeusz Grzelak (CWKS Warszawa)        | Andrzej Wojciechowski (Unia Wrocław) | Czesław Franek (OWKS Lublin)        |
| waga ciężka (powyżej 81 kg)       | Antoni Gościański (CWKS Warszawa)      | Bogdan Węgrzyniak (Kolejarz Gdańsk)  | Gustaw Jądrzyk (Gwardia Poznań)     |